# Piotr Piatrynicz
Piotr Nikitycz Piatrynicz (biał. Пётр Никитич Пятрыніч; ur. 20 grudnia 1957 w Rudkowce) – białoruski wioślarz.

## Osiągnięcia
- Mistrzostwa Świata – Gifu 2005 – ósemka – 10. miejsce[1].
- Mistrzostwa Świata – Eton 2006 – ósemka – 13. miejsce[1].
- Mistrzostwa Świata – Monachium 2007 – ósemka – 12. miejsce[1].
- Mistrzostwa Europy – Poznań 2007 – ósemka – 3. miejsce[1].
- Mistrzostwa Europy – Brześć 2009 – ósemka – 9. miejsce[1].
- Mistrzostwa Europy – Montemor-o-Velho 2010 – dwójka ze sternikiem – 1. miejsce[1].